# Garde des finances
Pour les articles homonymes, voir GDF.
La Garde des finances (en italien : Guardia di Finanza ou GDF) est la police douanière et financière italienne. C'est un corps qui fait partie des forces armées italiennes mais dépend directement du ministre de l'Économie et des Finances. Elle possède de nombreuses compétences de police judiciaire et de police militaire. Ses principales attributions sont les contrôles douaniers et la lutte contre la fraude, la criminalité financière, la contrebande, le trafic international de drogue, l'immigration clandestine, le financement terroriste, le blanchiment d'argent, la contrefaçon monétaire et d'autres produits, de luxe notamment.
Les effectifs de la Garde des finances sont d'environ 68 000 officiers (ufficiali), inspecteurs (ispettori), surintendants (sovrintendenti) et financiers (appuntati/finanzieri). Ses militaires sont de service en outre près d'Europol et l'Office européen de lutte antifraude (OLAF).

## Dénomination dans les langues minoritaires d'Italie
La traduction en français, Garde des finances, a été créée pour la région autonome Vallée d'Aoste, où cette langue est officielle avec l'italien (régime de bilinguisme).
Dans la province autonome de Bolzano, bilingue italien-allemand, la Garde des finances est appelée en allemand Finanzwache.
Dans la région Frioul-Vénétie Julienne, dans les communes bénéficiant d'un régime de bilinguisme italien-slovène, la Garde des finances est appelée en slovène Finančni stražniki.

## Sections spécialisées
- Gruppo di Investigazione Criminalità Organizzata (GICO) : Groupe d'enquêtes sur la criminalité organisée
- Gruppo Operativo Antidroga (GOA) : Groupe d'action antidrogue
- Gruppo Anticrimine Tecnologico (GAT) : Groupe d'action contre le crime informatique
- Comando Operativo Aeronavale (ROAN) : Commandement aéronaval opérationnel
- AntiTerrorismo Pronto Impiego (ATPI) : Force de réponse rapide antiterroriste
- Servizio Cinofili : Service chiens anti-drogue.

## Matériels

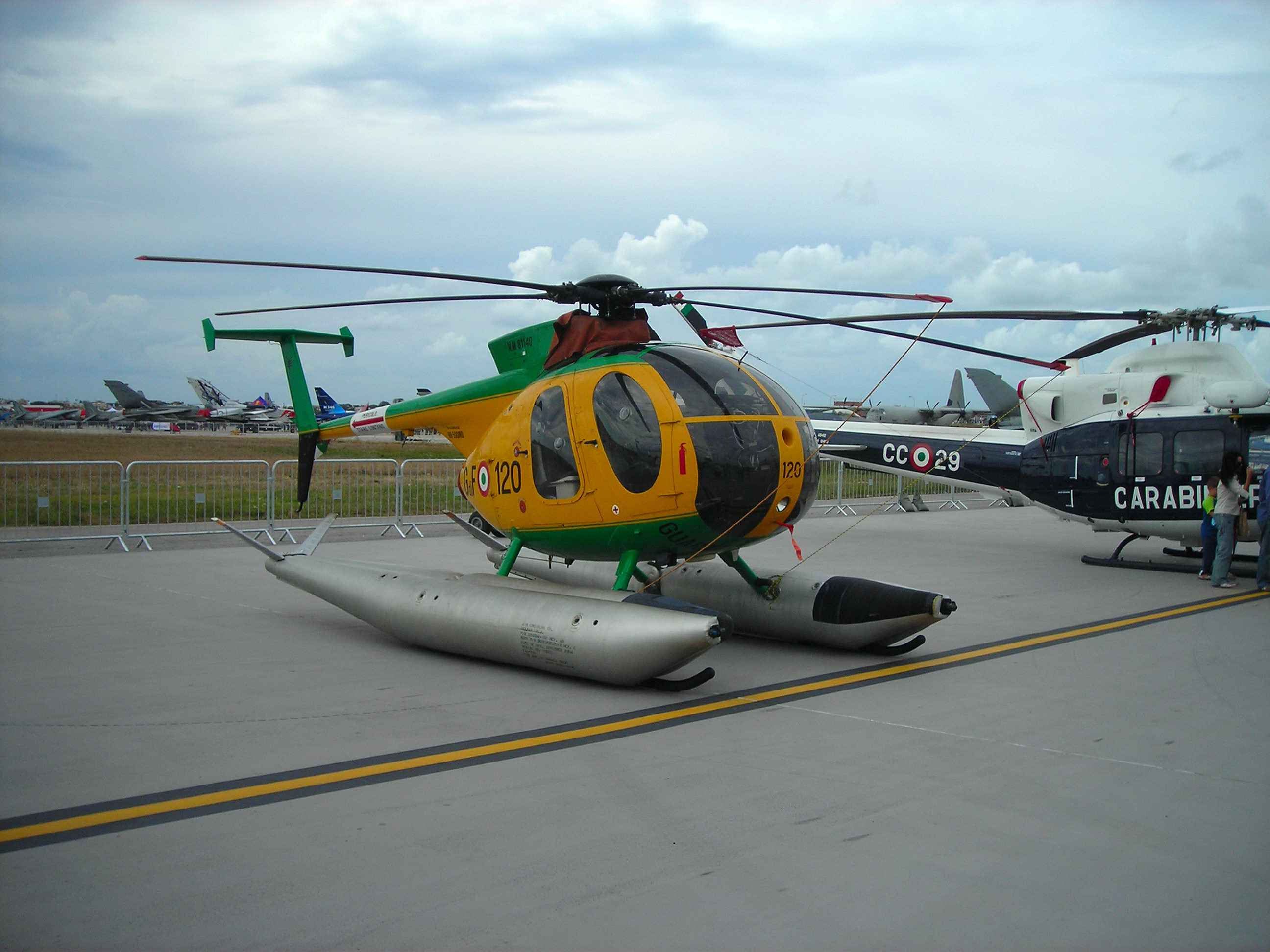
Un hélicoptère Hughes OH-6 Cayuse de la Garde des finances équipé de flotteurs en 2005.

La Garde des finances dispose de deux cent trente grands navires de patrouille armés et sa flotte aérienne comprend environ cent avions et hélicoptères.
- 378 vedettes rapides et 90 patrouilleurs
- Avions : Piaggio P180 Avanti, Piaggio P166DL3, Piaggio P166DP1, ATR 42-500 MP.
- Hélicoptères : Agusta A109, AgustaWestland AW139, Agusta-Bell AB 412 (22 exemplaires perçus à partir de 1993, retrait le 13 mars 2025[2], Nardi Hughes NH-500.

## Automobiles
- Alfa Romeo 155
- Alfa Romeo 156
- Alfa Romeo 159
- Fiat Bravo
- Land Rover Freelander
- Citroën Xsara

## Armement
- Pistolets : Beretta 92, Beretta 84 BB et Beretta PX4 Storm
- Mitraillette : Beretta PM 12 S2
- Fusil d'assaut : Beretta SC70/90
- Fusil de combat : Franchi SPAS 12

## Galerie

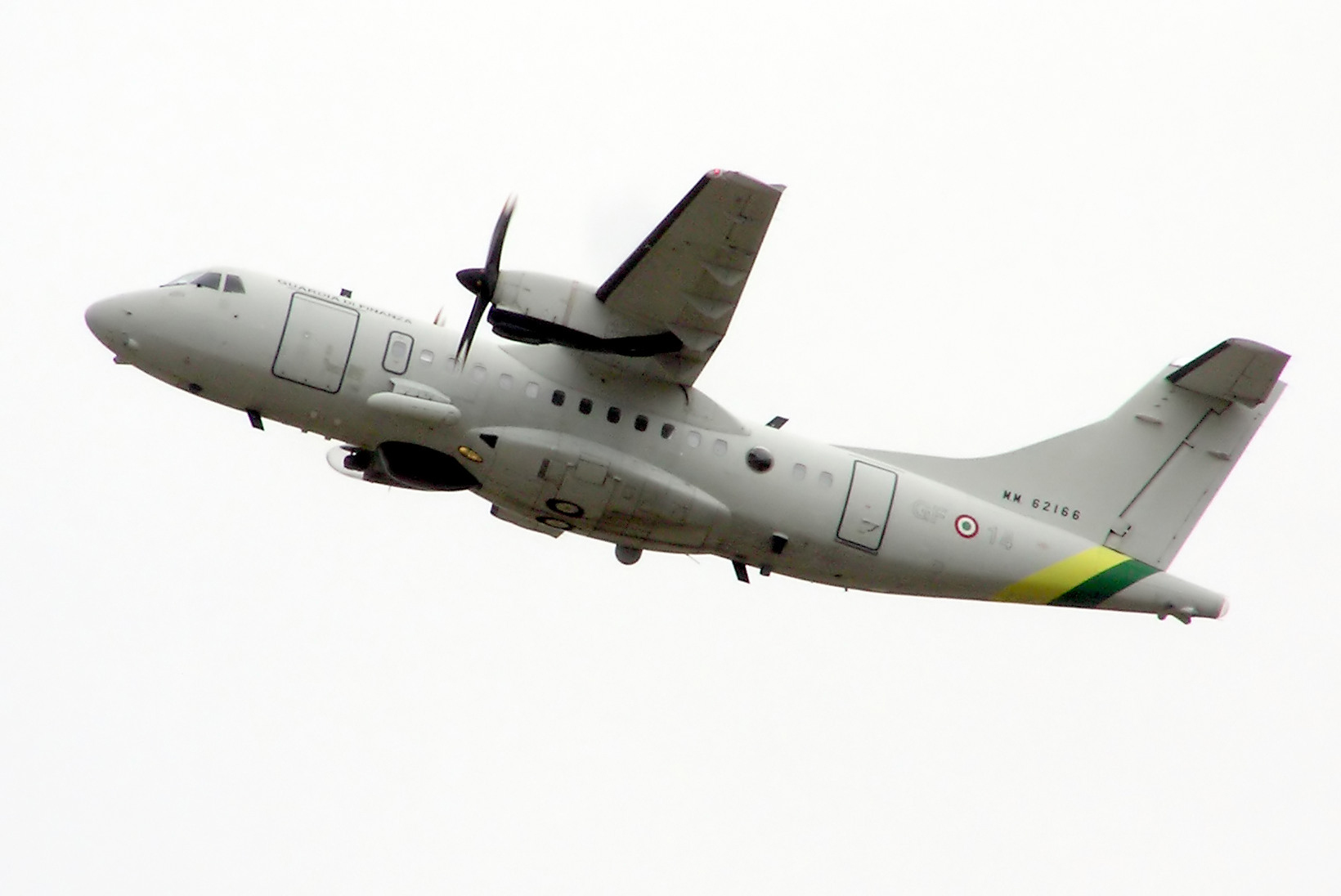
ATR 42MP (MM62166)
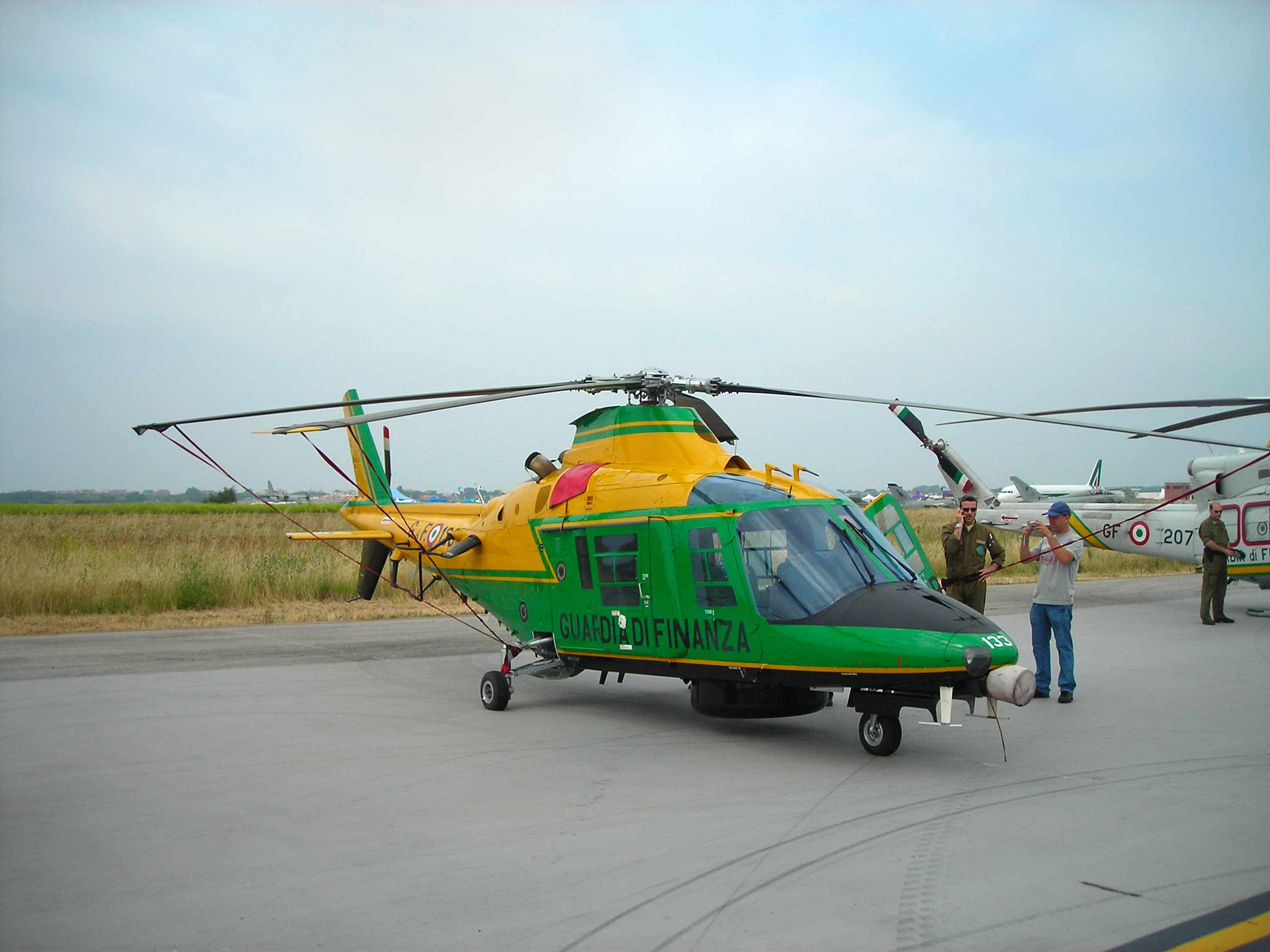
Guardia di Finanza Agusta A109
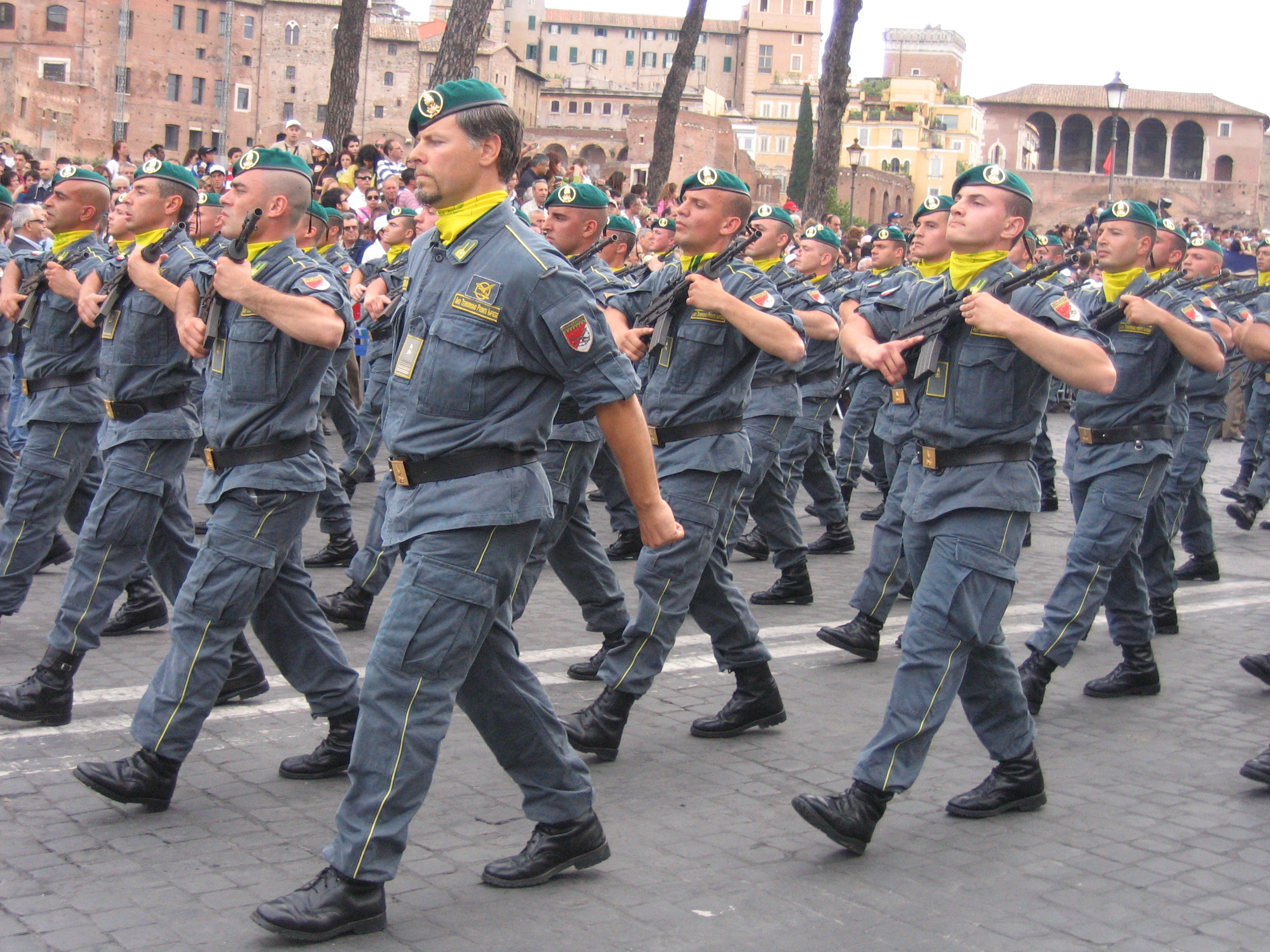
Section Antiterrorisme de la Guardia di Finanza
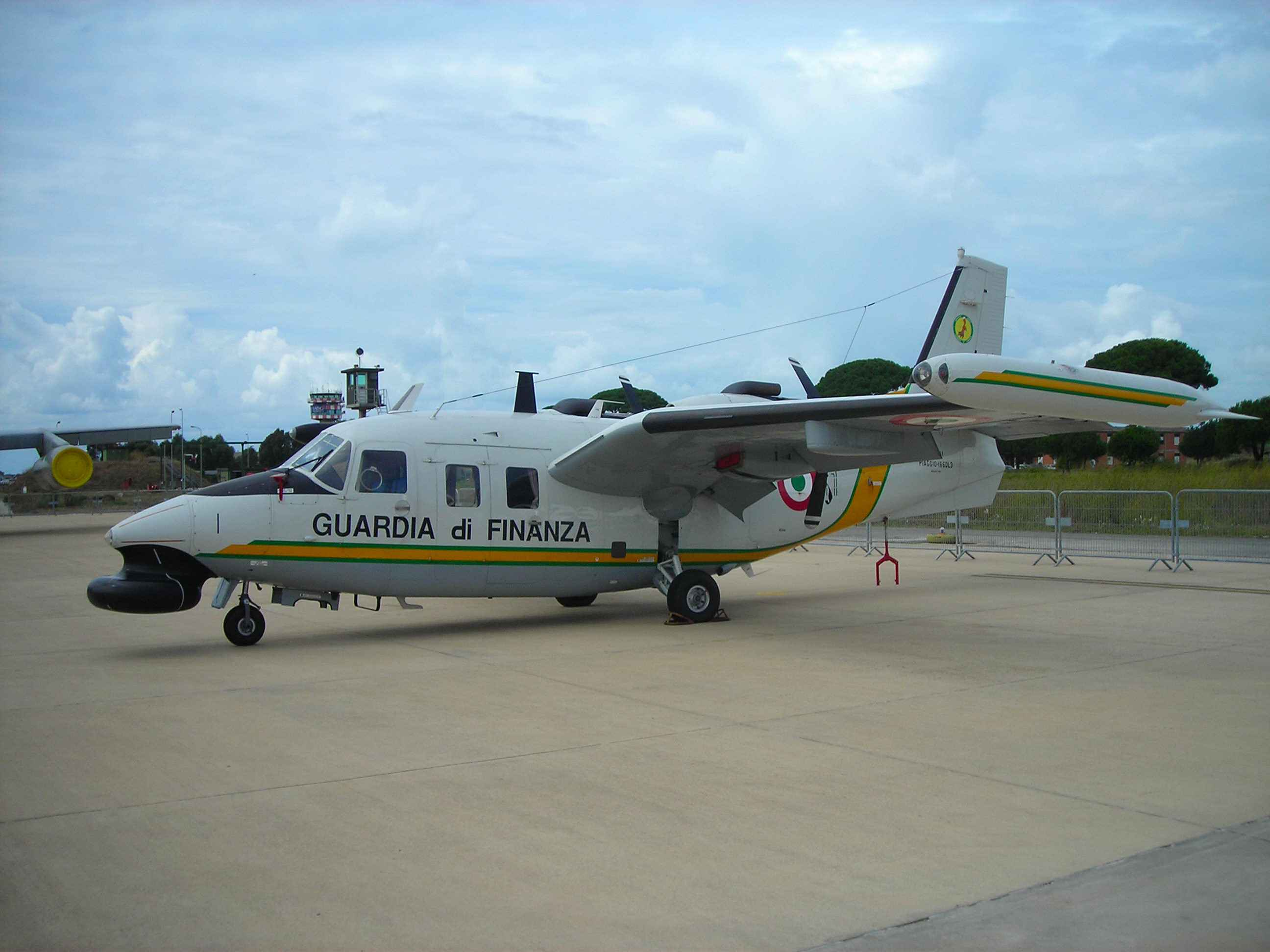
Guardia di Finanza Piaggio P166

## Sports
Le Groupement Sportif de la Garde des Finances Gruppi Sportivi Fiamme Gialle a été créé en 1930. Il accueille depuis 2001 les femmes et regroupe les sportifs de haut-niveau du ministère qui évoluent dans 11 sports d'été et 4 disciplines d'hiver. Présents sous les couleurs jaunes dans les championnats domestiques, ils évoluent sous les couleurs Italiennes lors des rassemblements internationaux. 